# Nemanema rotundicaudatum
Nemanema rotundicaudatum är en rundmaskart. Nemanema rotundicaudatum ingår i släktet Nemanema, och familjen Oxystominidae. Arten är reproducerande i Sverige.